# Psaume 1

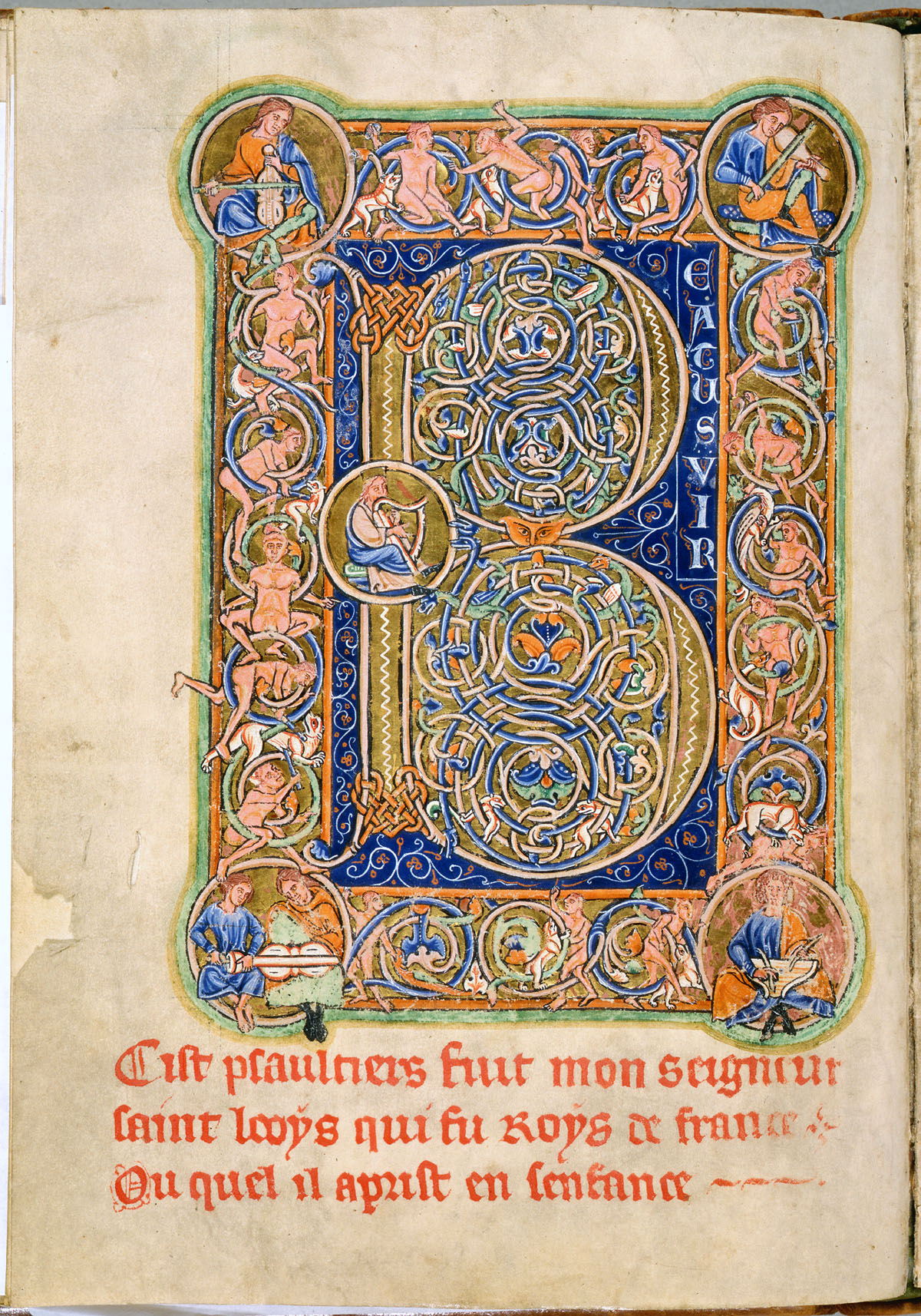
Le psaume 1 dans le psautier de Saint Louis de Leyde. On lit Beatus vir dans la lettrine.

Le psaume 1 ouvre le livre des Psaumes. Il est désigné en latin par ses premiers mots, Beatus vir, comme le psaume 112. Les thèmes abordés sont surtout ceux de l’étude et du respect de la Loi vus comme le moyen d’accéder au bonheur et opposés à la méchanceté.
Selon les versions de la Bible, le psaume 1 fait partie du prologue avec le psaume 2 ou commence la première des cinq divisions du livre des Psaumes. Il est parfois aussi combiné au psaume 2. Pour ce qui concerne l’Église catholique, toutefois, Thomas d'Aquin écrit : « Hic Psalmus distinguitur contra totum opus: non enim habet titulum, sed est quasi titulus totius operis. » [Ce psaume se différencie du reste de l’œuvre : car il n’a pas de titre, et il est pour ainsi dire le titre de toute l’œuvre.]

## Texte
| verset | original hébreu                                                                   | traduction française de Louis Segond | Vulgate latine |
| ------ | --------------------------------------------------------------------------------- | --- | --- |
| 1      | א אַשְׁרֵי הָאִישׁ—אֲשֶׁר לֹא הָלַךְ, בַּעֲצַת רְשָׁעִים;וּבְדֶרֶךְ חַטָּאִים, לֹא עָמָד, וּבְמוֹשַׁב לֵצִים, לֹא יָשָׁב       | Heureux l’homme qui ne marche pas selon le conseil des méchants, qui ne s’arrête pas sur la voie des pécheurs, et qui ne s’assied pas en compagnie des moqueurs,   | Beatus vir qui non abiit in consilio impiorum et in via peccatorum non stetit et in cathedra pestilentiae non sedit                                                          |
| 2      | ב כִּי אִם בְּתוֹרַת יְהוָה, חֶפְצוֹ; וּבְתוֹרָתוֹ יֶהְגֶּה, יוֹמָם וָלָיְלָה                                | Mais qui trouve son plaisir dans la loi de l’Éternel, et qui la médite jour et nuit !                                                                              | Sed in lege Domini voluntas eius et in lege eius meditabitur die ac nocte |
| 3      | ג וְהָיָה—כְּעֵץ, שָׁתוּל עַל-פַּלְגֵי-מָיִם:אֲשֶׁר פִּרְיוֹ, יִתֵּן בְּעִתּוֹ—וְעָלֵהוּ לֹא-יִבּוֹל; וְכֹל אֲשֶׁר-יַעֲשֶׂה יַצְלִיחַ | Il est comme un arbre planté près d’un courant d’eau, qui donne son fruit en sa saison, et dont le feuillage ne se flétrit point : tout ce qu’il fait lui réussit. | Et erit tamquam lignum quod plantatum est secus decursus aquarum quod fructum suum dabit in tempore suo et folium eius non defluet et omnia quaecumque faciet prosperabuntur |
| 4      | ד לֹא-כֵן הָרְשָׁעִים: כִּי אִם-כַּמֹּץ, אֲשֶׁר-תִּדְּפֶנּוּ רוּחַ                                          | Il n’en est pas ainsi des méchants : ils sont comme la paille que le vent dissipe.                                                                                 | Non sic impii non sic; sed tamquam pulvis quem proicit ventus a facie terrae.                                                                                                |
| 5      | ה עַל-כֵּן, לֹא-יָקֻמוּ רְשָׁעִים—בַּמִּשְׁפָּט; וְחַטָּאִים, בַּעֲדַת צַדִּיקִים                                 | C’est pourquoi les méchants ne résistent pas au jour du jugement, ni les pécheurs dans l’assemblée des justes ;                                                    | Ideo non resurgent impii in iudicio neque peccatores in consilio iustorum |
| 6      | ו כִּי-יוֹדֵעַ יְהוָה, דֶּרֶךְ צַדִּיקִים; וְדֶרֶךְ רְשָׁעִים תֹּאבֵד                                       | Car l’Éternel connaît la voie des justes, et la voie des pécheurs mène à la ruine.                                                                                 | Quoniam novit Dominus viam iustorum et iter impiorum peribit |

## Interprétations du psaume

### Pour les Juifs
Ce psaume invite l’homme à s’investir dans l’étude de la Torah (la Loi), en rejetant le péché. Celui qui adopte une telle attitude connaîtra le bonheur, alors que pour le méchant, le contraire est vrai. L'étude de la Loi est l'activité centrale du Juif et il est naturel que ce premier psaume la mentionne comme la voie vers le bonheur.

### Pour les chrétiens
Le psaume 1 est rangé parmi les psaumes sapientiaux ou didactiques, où l'on retrouve souvent la méditation de la Loi, ainsi que la problématique de la justice. Le psaume est construit sur l'opposition du juste et du méchant : les deux voies sont décrites, et un symbole végétal, l'arbre pour le juste, la paille pour le méchant, est associé à chacun.
Le psaume commence avec une béatitude selon une habitude de la littérature de sagesse. On voit une gradation dans les trois types d'hommes à éviter pour le juste. La Loi est murmurée par le juste, c'est une coutume juive pour méditer les textes sacrés. L'image de l'arbre qui donne du fruit est forte dans un pays qui manque d'eau ; elle est présente dans d'autres livres de la Bible. Quant à l'image de la paille dissipée par le vent, elle vient du travail du battage du blé : on jette les épis battus, et la paille vole au vent tandis que le blé, plus lourd, retombe à terre. Cette image aussi apparaît souvent dans la Bible. On peut voir l'assemblée des justes comme un jugement eschatologique, mais la doctrine juive de l'époque n’était pas ainsi définie. Le verbe connaître du dernier verset est à prendre au sens hébreu, c'est-à-dire dans le sens de s'intéresser à quelque chose et de l'aimer.

## Utilisation liturgique

### Dans la liturgie juive
Selon le Talmud Bérakhot (9b), ce psaume et le suivant ne font qu’un. De plus, avec les trois psaumes suivants il est lu le soir de kippour après l’office de ‘arbit
(source Téhilim ou les Psaumes, traduction et présentation par le Rabbin Claude Brahami édition spéciale de l'Aumônerie Israélite des Armées).

### Dans la liturgie chrétienne

#### Chez les catholiques
Saint Benoît de Nursie sélectionna vers 530 ce psaume pour sa règle de saint Benoît. Chaque lundi, il était chanté ou récité lors de l'office de prime.
Le psaume 1 est actuellement lu le dimanche qui commence la première semaine à l'office des lectures dans la liturgie des Heures, de même que le lundi et le dimanche de l'octave de Pâques. Il est utilisé aussi pour des fêtes des saints. C'est le psaume lu à la messe pour le sixième dimanche du temps ordinaire de l'année C. Il est également pris pour plusieurs messes en semaine : le vendredi de la deuxième semaine de l'avent, le jeudi après les Cendres, et le jeudi de la deuxième semaine de carême.

## Mise en musique
Le psaume 1 a été mis en musique par Thomas Tallis pour le psautier de l’archevêque Parker, et par Paschal de L'Estocart.
Marc-Antoine Charpentier a composé un "Beatus vir qui non abiit", H.175, pour 3 voix, 2 dessus instrumentaux et basse continue vers 1679.